# Inredningstextilier
Inredningstextilier är de textila produkter vars nytta i huvudsak är estetisk, såsom möbeltyger, överdrag, väggbonader, gardiner, kuddvar, mattor, textila konstverk.
Till gruppen hör inte de övriga hemtextilier som är mer renodlade bruksföremål, till exempel handdukar och sängkläder, vars huvudsakliga nytta är dess användningsområden.